# 葵花宝典
《葵花寶典》是金庸武俠小說最絕頂的武功之一。是《笑傲江湖》中的武功秘笈，1980年版小說中對其來歷著墨不多，僅提及作者為前朝太監，為何這位太監武功如此高強、卻身居大內，不得而知。已知寶典殘本所錄的武功是以「快」為主，令對手看不出破绽而沒有還擊的機會，亦或是快到就算被對手看出招式中的破綻，對方也來不及反擊，破綻一閃即逝。
本門武功與獨孤九劍走不一樣的武學極致，獨孤九劍追求技之極致的分析預判，葵花寶典則是追求快速且強勁的肉身性能，而與葵花寶典出於同源的辟邪劍法應用了相同的原理，三者都是以快為主，差異在於獨孤九劍快在料敵機先，其他兩者則是快在性能；由於發展方向不同，獨孤九劍不需要高深的內力，亦不像其他兩門武功需要自宮，甚至足以和葵花寶典的功力媲美；至於擷取自葵花寶典部分內容衍伸而出的辟邪劍法則因招式受限其套路，交戰一久可能因招式重複被找出破綻。金庸曾在訪談中提及《葵花寶典》記載的武學是以內功為主的劍術。
1967-1969年明報版為一對夫婦所創，「葵」暗指王重陽，「花」暗指林朝英（典故為魯迅的朝花夕拾）。有观点认为《葵花宝典》其实是由“玉女心经”、“先天功”以及《九阴真经》融合而成的，或者《葵花宝典》完全是由“玉女心经”改编而成的。在早期版本中，《葵花宝典》与华山派的“紫霞神功”有着密切的关系，有道是“紫霞秘笈，入门初基。葵花宝典，登峰造极”，但在二版之後被刪去。

## 由來及下落
小說中《葵花寶典》的由來透過令狐沖與少林寺方證大師和武當派沖虛道長於懸空寺密會時，由方證與沖虛講述。
《葵花寶典》相傳是三百年前一位武功絕頂的太監所著，之後流傳到莆田少林寺，由當時方丈紅葉禪師保管。其后華山派门人岳肅與蔡子峰偷阅宝典，匆匆之际二人不及同时阅遍全书，当下二人分读，一人读一半，紅葉禪師發現後認為此害人之物不得留世，於是焚毀。
岳、蔡二人返回華山後，把各自抄寫的部分拿出來比對印證，居然完全合不上，於是互相怀疑，以至師兄弟二人反目。从此二人各自按照所記之寶典內容，分別生出著重氣功與劍法的武學分歧，華山派亦因此分裂為氣宗和劍宗，例如岳不羣屬氣宗、風清揚屬劍宗。由於岳、蔡二人無法單憑自己記下的一半殘本加以修練，加上華山派兩宗門人彼此不和，以致寶典被奪去前始終無人練成當中的任何招式和心法。
後來日月神教大舉攻入華山派，目的就是為了奪取當年岳肅與蔡子峰二人所筆錄的《葵花寶典》殘本，在兩度激鬥後日月神教「十長老」被五嶽劍派用計囚禁而死，然而日月神教已在首戰中奪去殘本並殺死岳、蔡二人，之後寶典殘本輾轉由東方不敗習得。
東方不敗死後，日月神教所持有的《葵花寶典》殘本被任我行毀去。

## 辟邪劍法
另外，紅葉禪師在得知華山派偷閱《葵花寶典》後，派遣弟子渡元禪師前往華山讨要寶典殘本，岳、蔡乘機向渡元請教殘本中的武學。渡元本來從未看過寶典，但仍以自身的領悟力向二人解釋，又憑記憶將心得記于袈裟之上，創出「辟邪劍法」。之後索性還俗自稱林遠圖，開設福威鏢局。

## 修練的前提和後果
《葵花寶典》的第一頁註明「欲練神功，引刀自宮」，否則修煉時会立即欲火如焚，登時走火入魔，僵癱而死。寶典殘本傳至任我行時，因任我行已習得吸星大法，加上洞悉東方不敗的野心，於是故意把寶典傳給東方不敗，讓他不惜自宮去學習寶典上的厲害武功。
東方不敗修習寶典武功之後，鬍子掉光，聲線和性情漸漸變得女性化，從此不愛女子，甚至殺死自己七個小妾，獨愛身為男子的楊蓮亭，亦羨慕身為女子的任盈盈。東方不敗曾曰：「我初當教主，那可意氣風發了，說什麼文成武德，中興聖教，當真是不要臉的胡吹法螺。直到後來修習《葵花寶典》，才慢慢悟到了人生妙諦。其後勤修內功，數年之後，終於明白了天人化生、萬物滋長的要道。」

## 其他
《葵花寶典》實戰的记載僅一次，亦即在黑木崖上令狐冲、任我行、向問天和任盈盈合攻東方不敗，合四人之力仍不敵，且任我行於此戰中失去右眼。由於東方不敗憑藉寶典的內功練成極快身法，加上使用繡花針作武器，因此任我行無法使用吸星大法吸取其內力。
令狐冲曾以獨孤九劍使出兩敗俱傷的打法，直擊東方不敗的要害逼退對方，使東方不敗稱讚：「好高的劍法！」但即使如此，令狐冲仍然被東方不敗偏了準頭的繡花針刺中左眉。任我行和令狐冲都佩服東方不敗的武功而自嘆不如，令狐冲甚至認為東方不敗的武功稱得上「天下第一」。

## 內部連結
- 辟邪劍法
- 玉女心经
- 先天功
- 九阴真经
- 紫霞神功